# Illusion (компания)
Illusion Soft — компания занимающаяся разработкой компьютерных игр исключительно жанра эроге, компания известна такими сериями как: Biko, Battle Raper, Des Blood, Artificial Girl и Sexy Beach. Штаб-квартира находится в городе Иокогаме, Япония. Благодаря политике дистрибуции игр, проекты Illusion выходят только в пределах Японии и имеют только японские субтитры и озвучку.

## История
Illusion Soft была основана 21 апреля 2001 года в городе Йокогама, Япония. Первоначально они издавали и разрабатывали игры под названием Dreams, но спустя несколько лет изменили его на Illusion.
Как сообщила Illusion Soft, для создания игр использовались такие программы как Adobe Photoshop, Autodesk Maya, и Adobe Dreamweaver. В качестве языков программирования использовались Perl, PHP, C++ и JavaScript. Illusion Soft также часто использует музыкальные композиции из предыдущих игр в новых проекты. С 2015 года компания Illusion начала использовать игровой движок Unity для создания всех своих игр.
В феврале 2009 году, из-за крайней жестокости сюжета, «Amazon» и «eBay» запретили продажу игры Rapelay — по описанию правозащитников, «игроки получают очки за акты сексуального насилия, включая домогательства девушек в пригородных поездах, изнасилование девственниц и их матерей, а также принуждение женщин к совершению абортов».

## Игры

### Список игр компании Illusion Soft
- Des Blood (26 декабря 1997)
- Des Blood 2 (11 июня 1998)
- Bikō (14 мая 1999)
- DANCINGCATs (1 января 2000)
- Des Blood 3 (14 января 2000)
- Brutish Mine (14 сентября 2000)
- Des Blood Racing (9 марта 2001)
- Bikō 2: Reversible Face (январь 2001)
- Requiem Hurts (29 июня 2001)
  - Requiem Hurts: Chisame’s Escape (Дополнение)
- Interact Play VR (21 августа 2001)
- Battle Raper (19 апреля 2002)
- Des Blood 4: Lost Alone (13 сентября 2002)
- Sexy Beach (декабрь 2002)
- Des Blood VR (7 июня 2003)
- Sexy Beach 2 (11 июля 2003)
  - Chiku Chiku Beach (Дополнение, 9 декабря 2003)
- Bikō 3 (30 января 2004)
- A-GA (25 июня 2004)
- Jinkō Shōjo («Artificial Girl», 23 июля 2004)
- Jinkō Shōjo 2 («Artificial Girl 2», 26 ноября 2004)
- Battle Raper 2 (22 апреля 2005)
- Oppai Slider 2 (25 ноября 2005)
- RapeLay (21 апреля 2006)
- Sexy Beach 3 (29 сентября 2006)
  - Sexy Beach 3 Plus (Дополнение, 15 декабря 2006)
- SchoolMate (25 мая 2007)
- BotuPlay (Дополнительный диск для RapeLay, 21 июля 2007)
- Jinkō Shōjo 3 («Artificial Girl 3», 30 ноября 2007)
  - Jinkō Shōjo 3 Privilege Disc (Дополнительный диск, 2008)
  - Jinkō Shōjo 3 Hannari (Дополнение, 2 июня 2008)
  - Jinkō Shōjo 3 Hannari Privilege Disc (дополнительный диск для дополнения, 2008)
- Hako (Box, 10 октября 2008)
- SchoolMate Sweets! (Standalone Fan Disc, 27 февраля 2009)
- @Home Mate (29 мая 2009)
- Yuusha kara wa Nigerarenai! («You can’t escape from the heroine!», 2 октября 2009)
- Real Kanojo («Real Girlfriend», 19 февраля 2010)
- SchoolMate 2 (25 июня 2010)
- Sexy Beach Zero (29 октября 2010)
- Jinkō Gakuen («Artificial Academy», 10 июня 2011)
- Wakeari! (11 ноября 2011)
- Love Girl (24 февраля 2012)
- Ore ga Shujinkou («I’m the Hero», 25 мая 2012)
- Happy End Trigger (12 октября 2012)
- Premium Play Darkness (25 января 2013)
  - Premium Studio Pro (дополнение, 19 апреля 2013)
- Musumakeup! (26 июля 2013)
- Immoral Ward (1 ноября 2013)
- Real Play (7 марта 2014)
- Jinkō Gakuen 2 («Artificial Academy 2», 13 июня 2014)
  - Jinkō Gakuen 2: Append Set (DLC, 29 августа 2014)
  - Jinkō Gakuen 2: Append Set 2 (DLC, 31 октября 2014)
- HaremMate (26 декабря 2014)
- Playclub (24 апреля 2015)
- Playclub Studio (DLC, 10 июля 2015)
- Sexy Beach Premium Resort (11 сентября 2015)
- Sekurosufia («Secrosphere», 28 апреля 2016)
- Honey Select (9 сентября 2016)
  - Honey Select: Personality Addition Pack (DLC, 21 октября 2016)
  - Honey Select: Party (DLC , 28 апреля 2017)
- VR Kanojo (27 февраля 2017, первая попытка продавать игру на английском языке)
- PlayHome (13 октября 2017)
  - PlayHome Additional Data + Studio (DLC, 26 января 2018)
- Koikatsu (27 апреля 2018)
  - Koikatsu: Personality Addition Pack (DLC, 31 августа 2018)
  - Koikatsu: After School (DLC, 21 декабря 2018)
  - Koikatsu: After Darkness (DLC, 31 мая 2019)
- Emotion Creators (Коробочное издание, 26 апреля 2019)
- AI Girl (Изначальное название: Project-I) (25 октября 2019)
- Honey Select 2 (29 мая 2020)
- Koikatsu Sunshine (27 августа, 2021)
- HoneySelect2Libido DX (3 июня, 2022)
- Room Girl (30 сентября, 2022)